# گردشگاه هفت‌برم
گردشگاه هفت‌برم یکی از گردشگاه‌های عمومی استان فارس است که در ۵۵ کیلومتری شهر شیراز و در ۱۲ کیلومتری محور شیراز-کازرون واقع شده‌است. این گردشگاه چشمه‌های متعدد و تپه‌ماهورهایی را در خود جای داده‌است.

## ریشه ی نام
برم در زبان فارسی به معنی تالاب یا آبگير کوچک است. در گذشته های دور، این منطقه دارای هفت آبگير یا برکه کوچک بوده است که دلیل اصلی نامگذاری این منطقه بوده است. با گذشت زمان ، به دلیل ساخت و سازهای غیر اصولی ، فرسایش خاک و برداشت غیرمجاز، سطح آب تعدادی از این برکه ها کاهش يافته است. 

## ویژگی‌های منطقه
این منطقه حفاظت شده در۵۵ کیلومتری باختر شیراز واقع شده و دارای چشم‌اندازهای بسیار زیبا از تپه ماهورها و برم‌های چند گانه است. آب و هوای آن در زمستان‌ها سرد و خشک و در تابستان‌ها معتدل است. نزدیکی این منطقه به شیراز، تنوع چشم‌اندازها و آب و هوای مطبوع آن سبب شده‌است که در اکثر فصل‌های سال با وجود کمبود امکانات خدماتی و رفاهی، بسیاری از اهالی شهرستان‌های شیراز، کازرون و سپیدان به این مکان مسافرت کنند.